# 足利聖王丸
足利 聖王丸（あしかが せいおうまる）は、室町時代初期の足利将軍家の一族。室町幕府の初代将軍・足利尊氏の子。母は不明。詳しい経歴は不明。8歳で早世した。